# Léon Quaglia

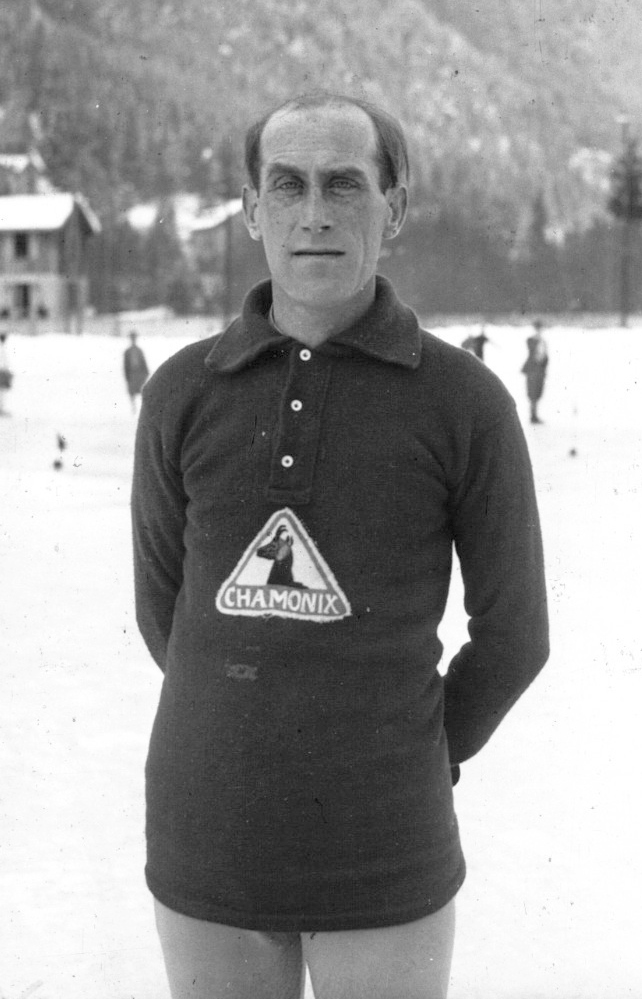
Léon Quaglia år 1928.

Léonhard Giotti "Léon" Quaglia, född 4 januari 1896 i Cluses i Haute-Savoie, död 5 mars 1961 i Chamonix, var en fransk ishockeyspelare och hastighetsåkare på skridskor. Som ishockeyspelare deltog han tre olympiska spel: Antwerpen 1920, Chamonix 1924 och i Sankt Moritz 1928. Han deltog även som hastighetsåkare på skridskor i de olympiska spelen i Chamonix 1924 och i Sankt Moritz 1928.